# Gitane (Automarke)
Gitane war eine britische Automobilmarke, die 1962 von GF Plant in Wolverhampton (Staffordshire) gebaut wurde.
Der Gitane war ein kleiner Sportwagen mit Gitterrohrrahmen, der Wettbewerbspotential hatte. Angetrieben wurde er von einem Vierzylinder-Reihenmotor des Mini mit 997 cm³ Hubraum, der mit Weber-Vergasern bestückt war. Die Karosserie bestand aus Aluminium- und Stahlblechen.